# Rebild
Rebild ist ein Ort im Norden der dänischen Halbinsel Jütland. Er gehört zur Gemeinde Rebild in der Region Nordjylland und zählt 597 Einwohner (Stand 1. Januar 2023).

## Entwicklung der Einwohnerzahl
| Jahr           | Einwohner |
| -------------- | --------- |
| 1. Januar 1976 | 452       |
| 1. Januar 1981 | 533       |
| 1. Januar 1986 | 530       |
| 1. Januar 1990 | 608       |
| 1. Januar 1996 | 619       |
| 1. Januar 2000 | 627       |
| 1. Januar 2004 | 607       |
| 1. Januar 2008 | 612       |
| 1. Januar 2009 | 614       |
| 1. Januar 2010 | 618       |

## Verwaltungszugehörigkeit
- 1. April 1970 bis 31. Dezember 2006: Skørping Kommune, Nordjyllands Amt
- seit 1. Januar 2007: Rebild Kommune, Region Nordjylland